# Brevoortia smithi
Brevoortia smithi és una espècie de peix pertanyent a la família dels clupeids.

## Descripció
- Pot arribar a fer 33 cm de llargària màxima (normalment, en fa 20).
- És de color platejat amb l'esquena de color verdós o blavós. Aletes de color groc daurat.[4][5][6]

## Alimentació
Menja fitoplàncton.

## Reproducció
Té lloc a l'hivern (probablement, des del novembre fins al febrer o el març) i les larves i els ous són planctònics. Pot produir híbrids amb el menhaden de l'Atlàntic (Brevoortia tyrannus) i Brevoortia patronus.

## Paràsits
És parasitat per copèpodes a l'estómac.

## Hàbitat
És un peix marí i d'aigua salabrosa, pelàgic-nerític i de clima subtropical (37°N-23°N, 92°W-74°W) que viu entre 0-50 m de fondària.

## Distribució geogràfica
Es troba a l'Atlàntic occidental central: des de Beaufort (Carolina del Nord) fins a Indian River (Florida) i el golf de Mèxic (des de Florida fins a Louisiana).

## Observacions
És inofensiu per als humans.